# Vlag van Kockengen

Vlag van de gemeente Kockengen (1962-1989)

Vlag van Kockengen
(1938-1962)

De vlag van Kockengen is op 23 oktober 1962 bij raadsbesluit vastgesteld als de gemeentevlag van de Utrechtse gemeente Kockengen. De vlag kan als volgt worden beschreven:
Blauw met 3, 2 en 1 gele  schuinkruizen, geplaatst in de zin van de lengte der vlag.
De vlag is gelijk aan het gemeentewapen, maar dan 90 graden gedraaid. Het ontwerp was afkomstig van Kl. Sierksma, die het gemeentebestuur er op attent maakte dat de tot dan toe gevoerde vlag nooit als gemeentevlag was bedoeld.
Op 1 januari 1989 ging Kockengen op in de gemeente Breukelen, waarmee de vlag als gemeentevlag is komen te vervallen. Op 1 januari 2011 is Breukelen op haar beurt opgegaan in de gemeente Stichtse Vecht. 

## Voorgaande vlag
De voorgaande vlag was ter gelegenheid van het veertigjarig regeringsjubileum van koningin Wilhelmina in 1938 als defileervlag aan de gemeente uitgereikt. Deze vlag was bedoeld voor eenmalig gebruik tijdens het defilé in Amsterdam. Net als enkele andere gemeentebesturen dacht het gemeentebestuur van Kockengen dat het hun gemeentevlag was.

## Verwante afbeelding

Het wapen van Kockengen

Amerongen 
· Benschop 
· Breukelen 
· Doorn 
· Driebergen-Rijsenburg 
· Harmelen 
· Jutphaas 
· Kamerik 
· Kockengen 
· Leersum 
· Linschoten 
· Loenen 
· Loosdrecht 
· Maarn 
· Maarssen 
· Maartensdijk 
· Mijdrecht 
· Polsbroek 
· Snelrewaard 
· Stoutenburg 
· Vianen 
· Vinkeveen en Waverveen 
· Vleuten-De Meern 
· Vreeswijk 
· Wilnis 
· Zegveld 
· Zuilen